# Боргосатолло
Боргосато́лло (итал. Borgosatollo, ломб. Borsadól) — коммуна в Италии, в провинции Брешиа области Ломбардия.
Население составляет 8282 человека (на 2004 г.), плотность населения составляет 996 чел./км². Занимает площадь 8 км². Почтовый индекс — 25010. Телефонный код — 030.
В коммуне 25 марта особо празднуется Благовещение Пресвятой Богородицы.